# بوراس هينياني
بوراس هينياني (الاسم العلمي:Borassus heineanus) هو نوع نباتي يتبع جنس البوراس من فصيلة الفوفلية.